# Hawk e Dove
Hawk e Dove, a volte tradotti anche come Falco e Colomba, sono due personaggi dei fumetti della DC Comics, creati da Steve Ditko e Steve Skeates; apparsi per la prima nel giugno del 1968 su Showcase n. 75, la peculiare caratteristica del duo è combattere il crimine in coppia nonostante la loro forte diversità nei metodi e negli atteggiamenti nella lotta al crimine e nella vita.
Questa differenza è rappresentata dalla iconografia degli uccelli che danno loro il nome: il falco di solito rappresenta l'aggressione, mentre la colomba rappresenta il pacifismo.

## Biografia dei personaggi

### Hank e Don Hall
Figli del giudice Irwin Hall, i fratelli Hank e Don non potevano essere più diversi: Hank era di carattere impetuoso e aggressivo, Don timido e riservato; Hank asso dello sport, Don intellettuale e studioso, il primo serio conservatore, il secondo liberal democratico. Il loro padre cercò più volte di insegnargli un metodo di giudizio più equilibrato rispetto ai loro punti di vista estremisti.
Un giorno, mentre si recavano in tribunale per osservare il loro padre sul lavoro, Hank e Don scoprirono un complotto criminale ideato allo scopo di assassinarlo; disperati, i due ragazzi desiderarono di poter salvare il genitore, e la loro richiesta venne esaudita da T'Charr, uno dei Signori del Caos, e Terataya, Signora dell'Ordine: nemici di natura, i due s'innamorarono e, allo scopo di dimostrare agli altri Signori i benefici della collaborazione tra Ordine e Caos, trovarono nei due fratelli Hall due avatar ideali: ogni qualvolta si trovarono di fronte ad un pericolo, Hank e Don poteva trasformarsi in Hawk & Dove gridando semplicemente il nome del loro alter ego: Hank venne chiamato "Hawk" per rappresentare la sua aggressività, mentre Don divenne "Dove" come simbolo del suo pacifismo.
Il duo cominciò a farsi una certa fama con molte audaci imprese, e per un certo periodo si unirono anche ai Teen Titans.
Purtroppo, durante Crisi sulle Terre infinite, Dove morì mentre cercava di salvare un bambino dal crollo di un palazzo, sotto gli occhi di Hawk. Senza il potere controbilanciante del fratello, Hawk divenne aggressivo e cedette ai suoi impulsi caotici: venne espulso dai Titans e finì sulla lista nera di dodici nazioni. T'Charr e Terataya allora trovarono un nuovo ricettacolo per i poteri di Dove: Dawn Granger.

### Hank Hall e Dawn Granger
Dawn Granger girò fin da piccola il mondo a causa del lavoro della madre, un'ambasciatrice americana, e del padre, uno stimato fisico. Cresciuta in mezzo alla diplomazia, Dawn crebbe credendo nel potere del dialogo e della ragione piuttosto che nell'uso della forza.
Mentre sua madre si trovava a Londra, venne presa in ostaggio da dei terroristi che intendevano far saltare l'ambasciata americana; desiderosa di aiutare la madre, come per i fratelli Hall i Signori del Caos e dell'Ordine esaudirono la sua richiesta trasformandola nella nuova Dove.
Venuta a conoscenza della morte del suo predecessore e della follia che s'impossessò di Hawk, quindi decise di tornare negli Stati Uniti d'America per rintracciare Hawk: una volta fatta la conoscenza di Dawn, Hank ebbe inizialmente una brusca reazione, ma col tempo cominciò ad apprezzare la nuova partner.
Durante gli eventi di Armageddon 2001 e di Ora zero Dawn sembrò perire e Hank cedette nuovamente alla follia, divenendo il criminale Monarch, divenendo uno dei nemici ricorrenti di Capitan Atom.

### Holly e Dawn Granger
Qualche tempo dopo, il corpo di una donna in coma venne preso in cura dalla Justice Society, convinti che si trattasse del corpo della moglie di Hector Hall (il Dottor Fate), ovvero Hippolita Trevor, ma invece scoprirono che si trattava di Dawn Granger. La morte di Dawn si rivelò un bluff orchestrato dal criminale Mordru, per poter scatenare la follia di Hawk.
Una volta ristabilitasi Dawn prese al suo fianco una nuova partner, l'irascibile sorella Holly, a cui sono stati concessi l mistici poteri del Caos, diventando la nuova Hawk. Holly e la sorella si sono uniti a tanti altri ex-Titans contro un nuovo, malvagio Dr. Light.
Poco dopo gli eventi di Crisi infinita, le due sorelle si sono unite ai nuovi Teen Titans, al momento come riserve.

### La notte più profonda
Nel crossover La notte più profonda, Hank Hall viene resuscitato come membro del Corpo delle Lanterne Nere. Ha provato col potere dell'anello nero a resuscitare anche suo fratello Don, ma gli viene negato, affermando che Don Hall si trova in "Terra di pace". Hank attira poi Holly e Dawn di una biblioteca con una scia di falchi e colombe morti: durante la lotta, Hank uccide Holly, che diventa anch'essa una Lanterna Nera, e insieme i due "Falchi Neri" si mettono a caccia di Dawn.

## Poteri e abilità
- Hawk possiede superforza, velocità e riflessi elevatissimi e una densità corporea elevata al punto di renderlo quasi invulnerabile. Quando è nei panni di Hawk può guarire velocemente da qualsiasi danno, ma non può tornare umano se le ferite fossero letali per il proprio alter ego. Il modo di combattere di Hawk è un'estensione del suo carattere aggressivo, infatti tiene sempre l'offensiva ed è sempre sul piede di guerra.
- Dove ha una forza e una destrezza superumane, inoltre ha la capacità di volare e possiede grandi capacità mentali. Nei panni di Dove può guarire da qualsiasi danno, ma non può tornare in forma umana se quelle ferite le risultassero fatali. Dove combatte sempre mantenendosi sulla difensiva, preferendo tenere sotto controllo le mosse dell'avversario.

## Altri media
I due personaggi sono apparsi nell'episodio 56 della serie Justice League Unlimited intitolato Il falco e la colomba (Hawk and Dove).
I due personaggi appaiono nella serie Titans, trasmessa sulla piattaforma di streaming DC Universe e in Italia da Netflix; Hawk è interpretato da Alan Ritchson, mentre Dove è interpretata da Minka Kelly.